# Marian Wantoła
Marian Wantoła (ur. 2 lutego 1926 w Bielsku, zm. 1 stycznia 2013 w Wilkowicach) – polski rysownik, twórca filmów animowanych.

## Życiorys
W 1951 roku rozpoczął pracę rysownika w Zespole Filmowym Śląsk (obecnie Studio Filmów Rysunkowych) w Bielsku-Białej. Był najstarszym animatorem w Polsce pod względem stażu pracy.

## Filmy animowane
Wykonane animacje:
- 1997-1998 – Między nami bocianami
- 1995-1997 – Sceny z życia smoków
- 1995-1996 – Karrypel kontra Groszki
- 1993-1994 – Bajki Pana Bałagana
- 1981-1993 – Lis Leon
- 1989-1991 – Cywilizacja
- 1967-1990 – Reksio
- 1990 – Podróże do bajek
- 1988-1990 – Podróże kapitana Klipera
- 1989 – Komar i orkiestra
- 1988 – Animalki
- 1988 – O raku łobuziaku
- 1987 – Dwunasta zero zero
- 1987 – Yogi, łowca skarbów (3. seria)
- 1971-1986 – Bolek i Lolek
- 1986 – Kosmiczne przygody profesorka Nerwosolka
- 1984 – Marceli Szpak dziwi się światu
- 1984 – Muzykalny Słoń
- 1983 – Przygody Błękitnego Rycerzyka
- 1980 – Kapitan Pyk-Pyk
- 1978 – Decyzja
- 1975-1976 – Przygody Myszki
- 1970 – Pan wie kim ja jestem
- 1967 – Robocik
- 1965 – A... B... C...
- 1964 – Gwiazdka

## Obsada aktorska
- 1986 – Czym skorupka za młodu